# Арюди
Арюди́ (фр. Arudy) — коммуна во Франции, находится в регионе Новая Аквитания. Департамент — Атлантические Пиренеи. Входит в состав кантона Олорон-Сент-Мари-2. Округ коммуны — Олорон-Сент-Мари.
Код INSEE коммуны — 64062.

## География

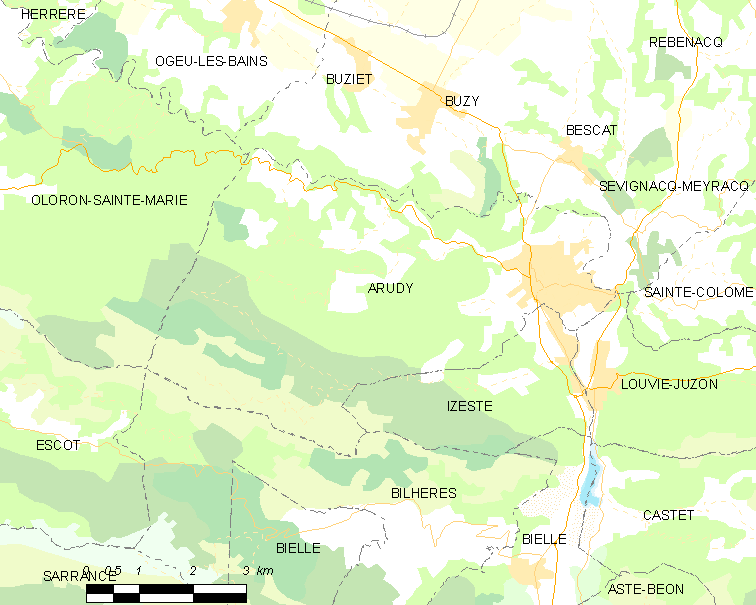
Карта коммуны

Коммуна расположена приблизительно в 680 км к югу от Парижа, в 195 км южнее Бордо, в 23 км к югу от По.
По территории коммуны протекает река Гав-д’Осо.

### Климат
Климат тёплый океанический. Зима мягкая, средняя температура января — от +5°С до +13°С, температуры ниже −10 °C бывают редко. Снег выпадает около 15 дней в году с ноября по апрель. Максимальная температура летом порядка 20-30 °C, выше 35 °C бывает очень редко. Количество осадков высокое, порядка 1100 мм в год. Характерна безветренная погода, сильные ветры очень редки.

## Население
Население коммуны на 2010 год составляло 2230 человек.
| 1962 | 1968 | 1975 | 1982 | 1990 | 1999 | 2010 |
| ---- | ---- | ---- | ---- | ---- | ---- | ---- |
| 2444 | 2874 | 2892 | 2705 | 2537 | 2231 | 2230 |

## Администрация
| Период | Период | Фамилия     | Партия       | Примечания |
| ------ | ------ | ----------- | ------------ | ---------- |
| 1995   | 2014   | Жерар Камбо |              |            |
| 2014   | 2020   | Клод Оссан  | Разные левые |            |

## Экономика
В 2010 году среди 1272 человек трудоспособного возраста (15-64 лет) 934 были экономически активными, 338 — неактивными (показатель активности — 73,4 %, в 1999 году было 68,9 %). Из 934 активных жителей работали 847 человек (469 мужчин и 378 женщин), безработных было 87 (46 мужчин и 41 женщина). Среди 338 неактивных 89 человек были учениками или студентами, 165 — пенсионерами, 84 были неактивными по другим причинам.

## Достопримечательности
- Церковь Св. Германа (XII век)
- Отель Пуц, бывшая жандармерия (XVII век). Исторический памятник с 1970 года[4]

## Фотогалерея

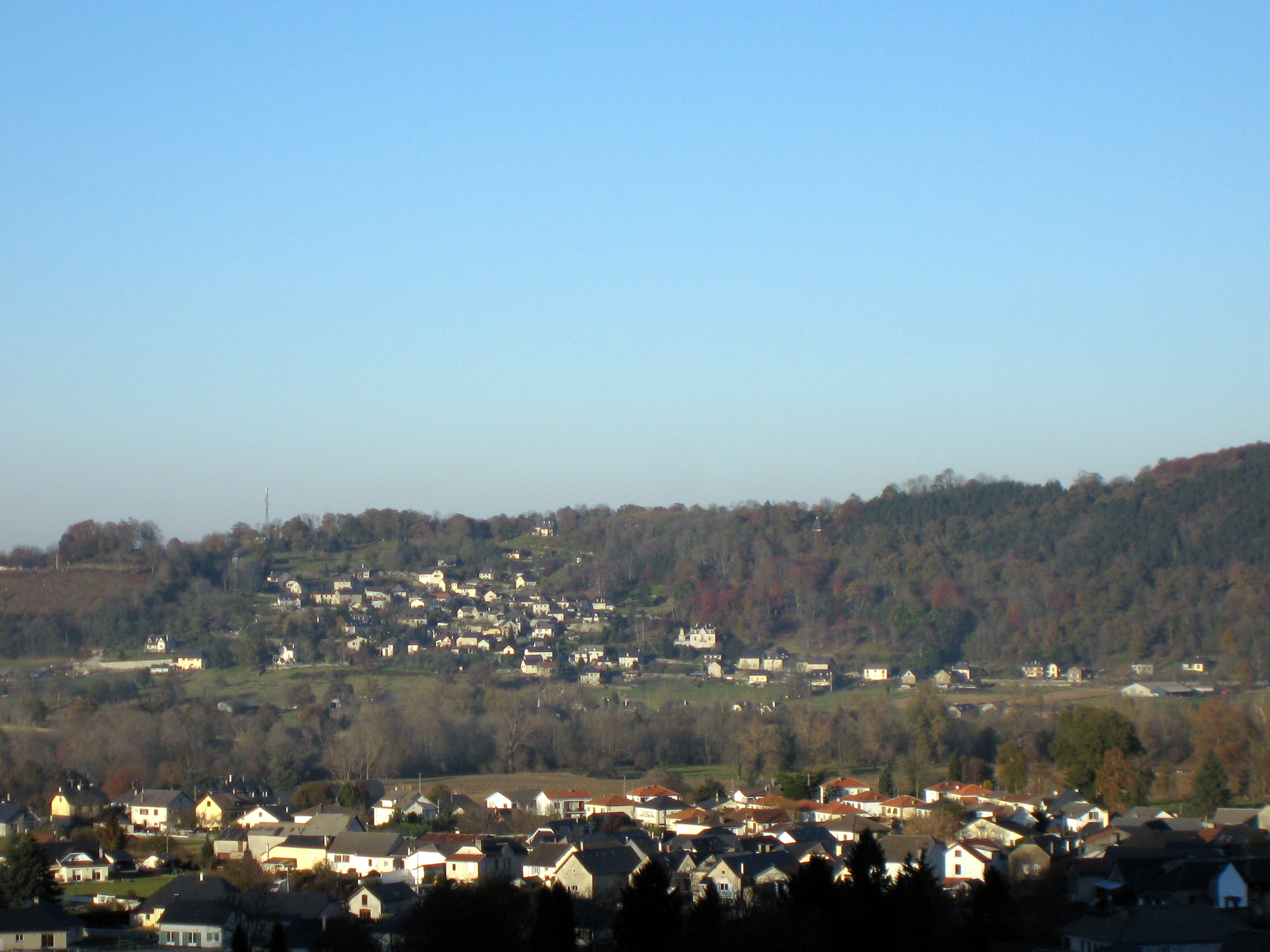
Вид на Арюди
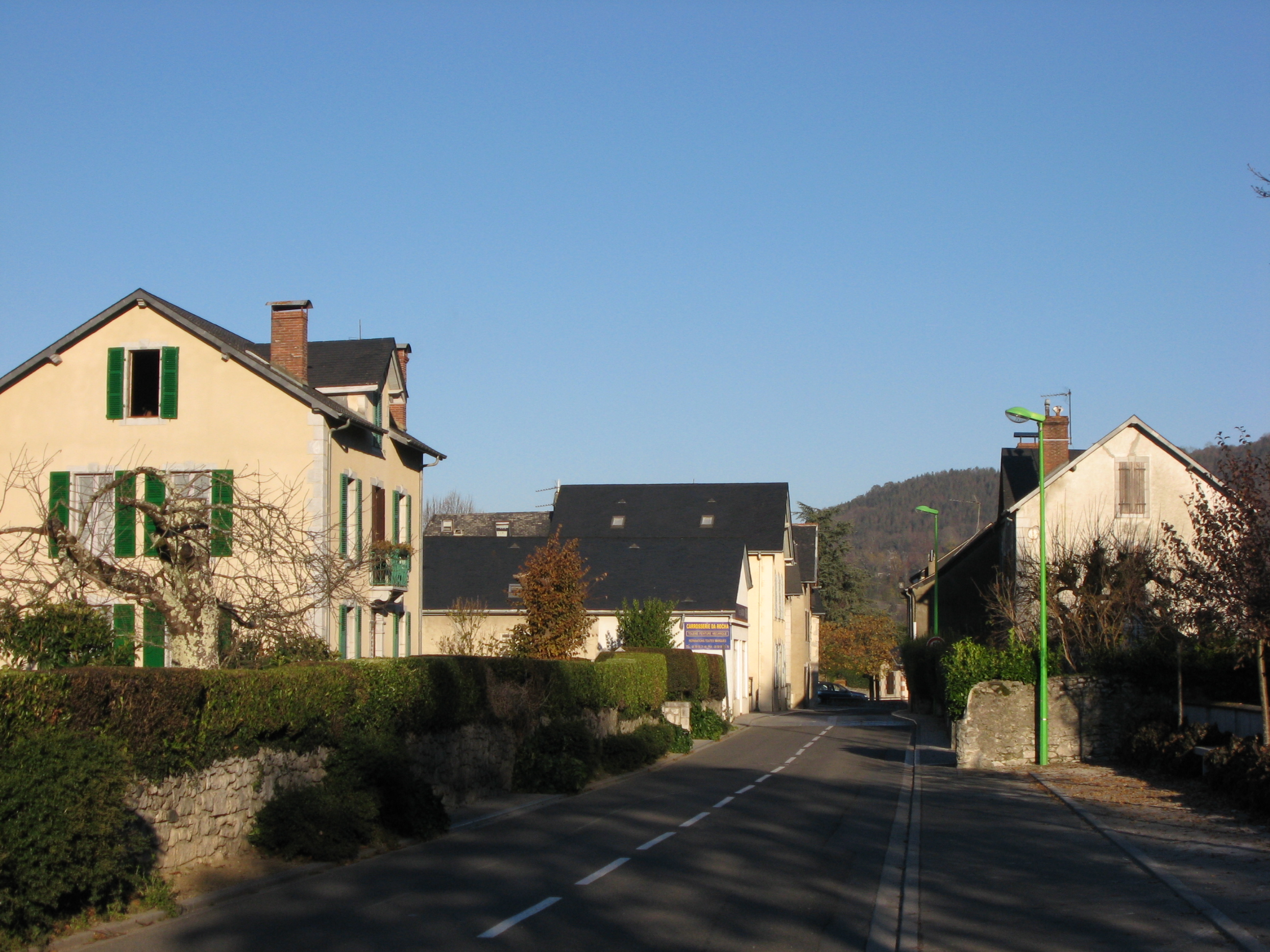
Арюди
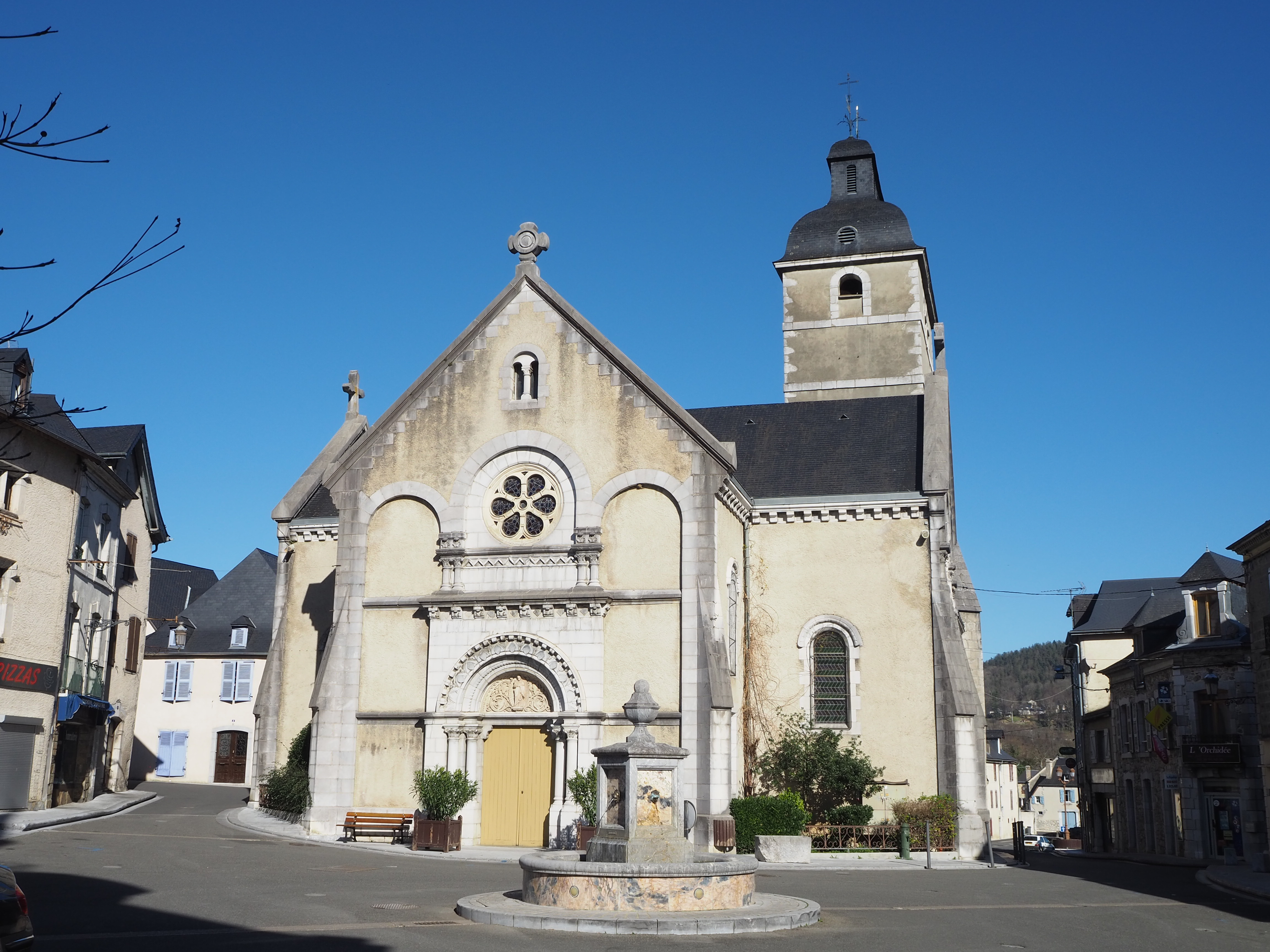
Церковь святого Германа
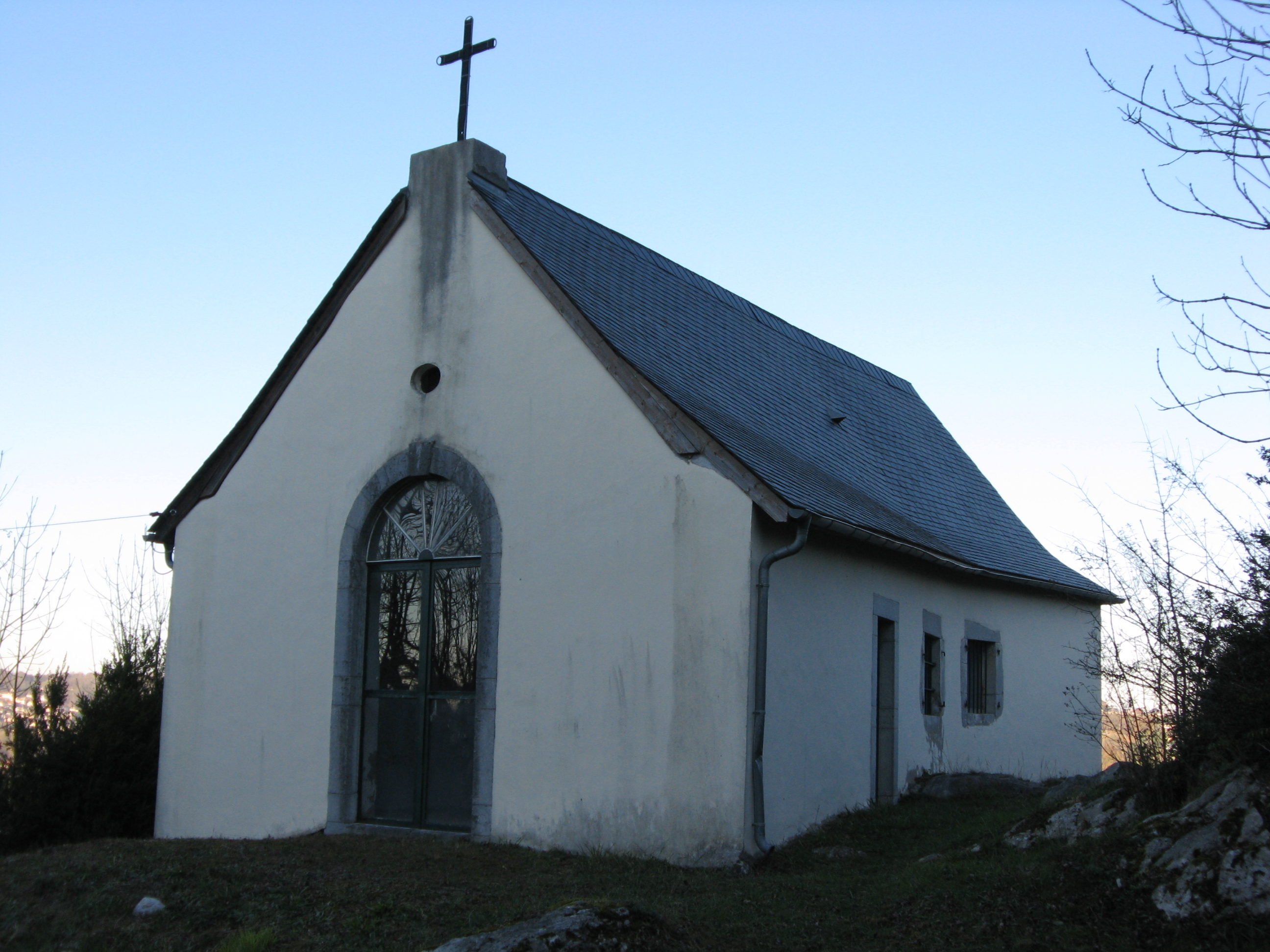
Часовня Св. Архангела Михаила
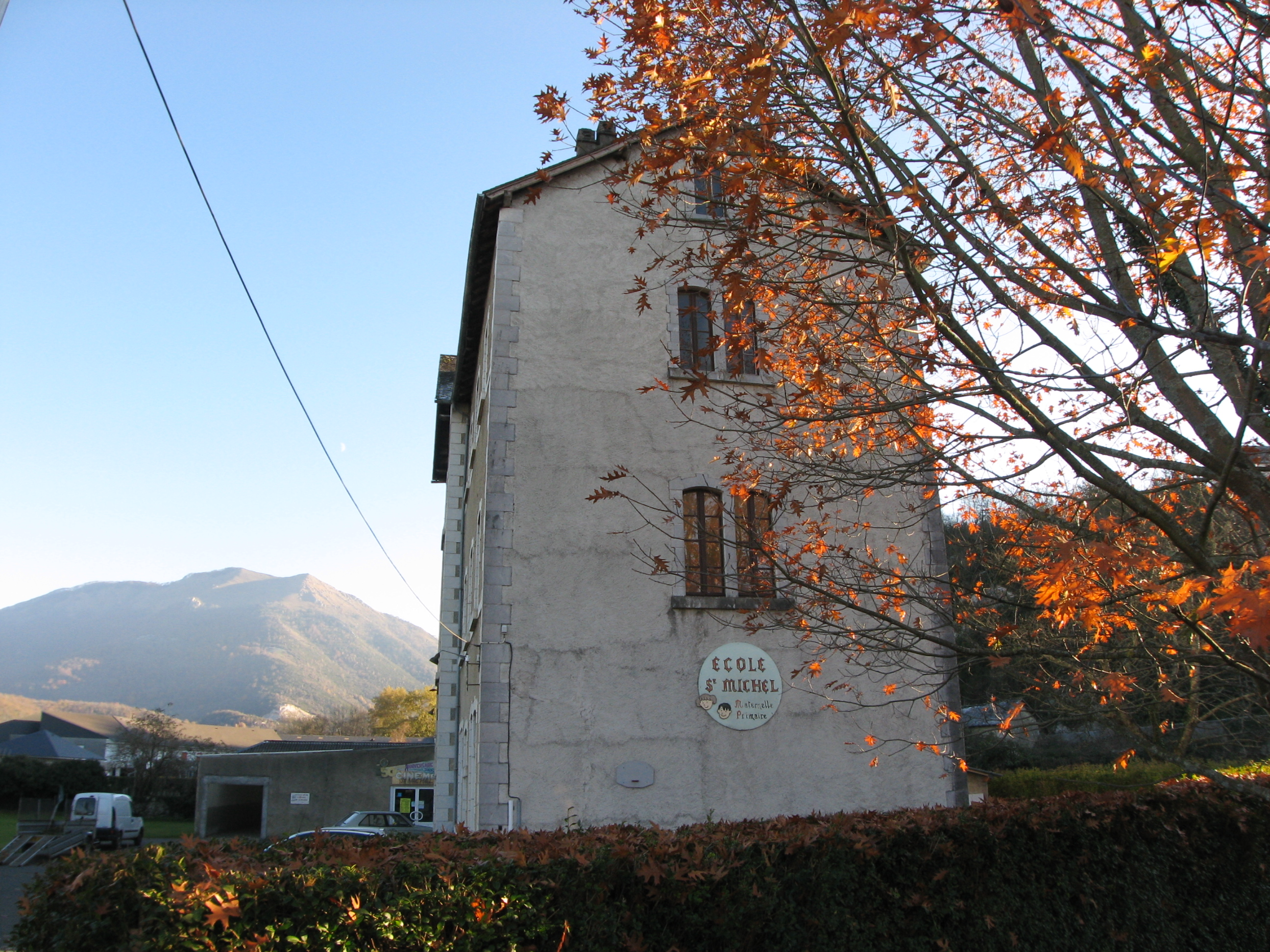
Школа
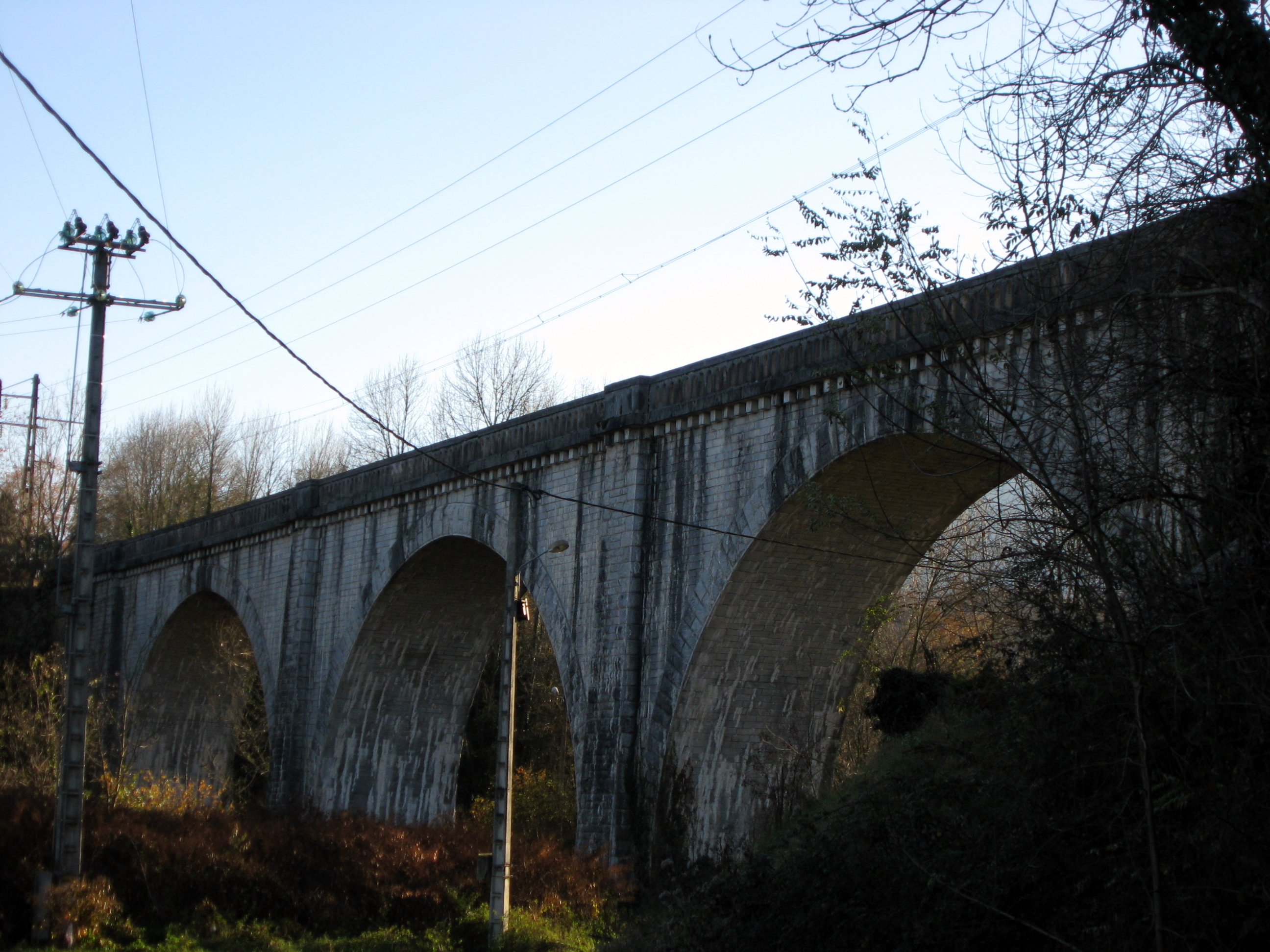
Мост